# Faro-et-Déo
Faro-et-Déo is een departement in Kameroen, gelegen in de regio Adamaoua. De hoofdstad van het departement heet Tignère. De totale oppervlakte bedraagt 10 435 km². Er wonen 66 442 mensen in Faro-et-Déo.

## Onderverdelingen
Faro-et-Déo is onderverdeeld in drie arrondissementen:
- Galim-Tignère
- Mayo-Baléo
- Tignère

Faro-et-Déo heeft vier districten:
- Galim-Tignère
- Mayo-Baléo
- Tignère
- Kontcha